# Ивановка (Мелеузовский район)
Ивановка (баш. Ивановка) — деревня в Мелеузовском районе Республики Башкортостан Российской Федерации. Входит в состав Партизанского сельсовета.

## География

### Географическое положение
Находится на берегу реки Белой.
Расстояние до:
- районного центра (Мелеуз): 21 км,
- центра сельсовета (Дарьино): 17 км,
- ближайшей ж/д станции (Зирган): 14 км.

## Население
| 2002 | 2009 | 2010 |
| ---- | ---- | ---- |
| 187  | ↘115 | ↗133 |

Национальный состав
Согласно переписи 2002 года, преобладающая национальность — русские (86 %).